# Trichoferus fasciculatus fasciculatus
Trichoferus fasciculatus fasciculatus é uma subespécie de insetos coleópteros polífagos pertencente à família Cerambycidae.
A autoridade científica da subespécie é Faldermann, tendo sido descrita no ano de 1837.
Trata-se de uma subespécie presente no território português.